# Le Testament de Sherlock Holmes
Le Testament de Sherlock Holmes est un jeu vidéo d'aventure développé par Frogwares et sorti sur PC, Xbox 360 et PS3 le 20 septembre 2012.
Ce jeu est le sixième volet de la série « Sherlock Holmes » développée par Frogwares, d'où l'abréviation « Sherlock Holmes 6 » ou « SH6 » sous laquelle le jeu est parfois désigné.

## Synopsis

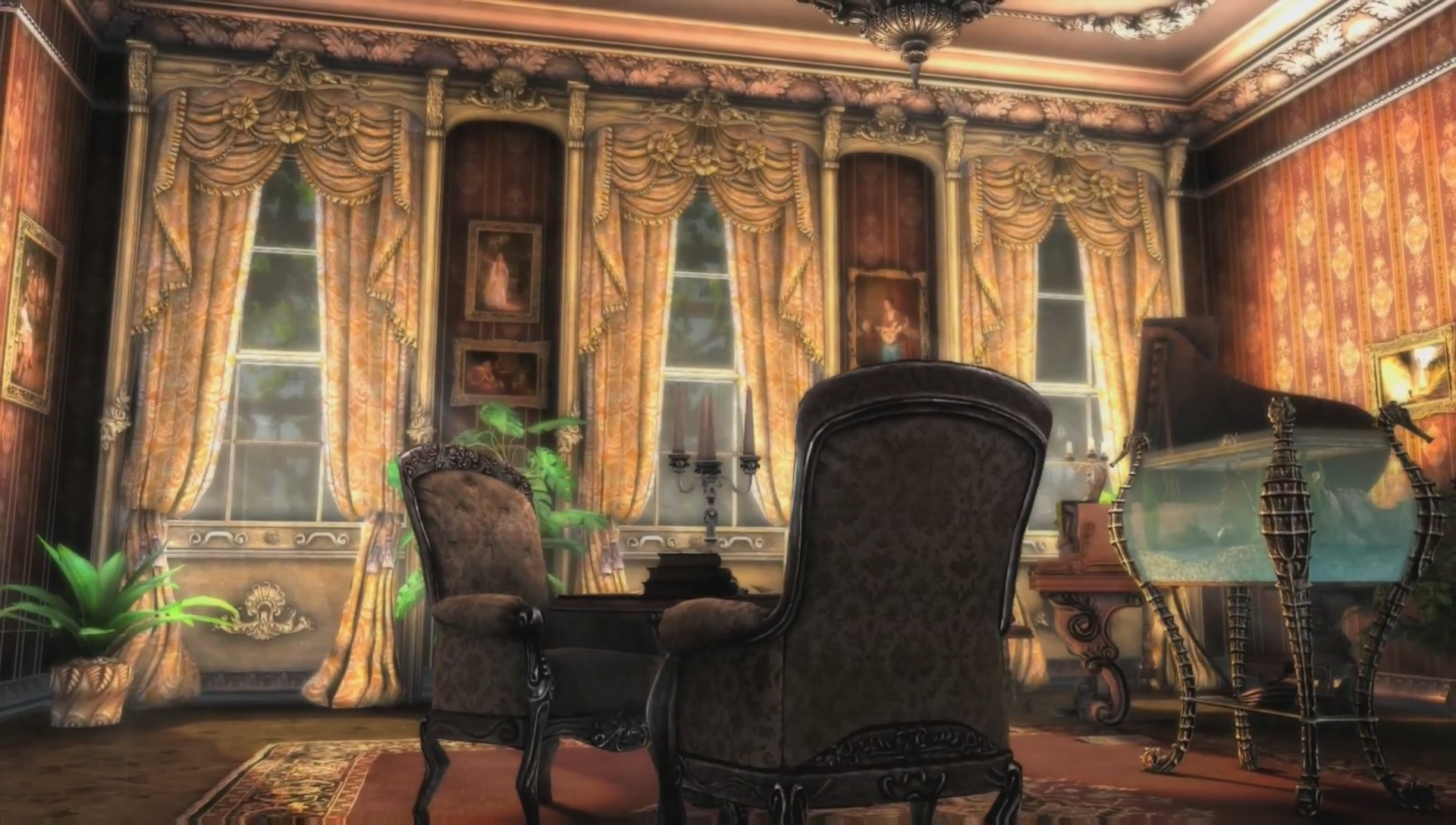
L'aventure débute par la résolution d'une affaire de vol dans le décor de la haute bourgeoisie.

L'intrigue se déroule à Londres et dans ses environs en 1898. L'aventure débute alors que Sherlock Holmes vient de résoudre une affaire de vol d'aspect anodin. Cependant, le lendemain, un article est publié dans la presse, accusant Holmes d'avoir joué un rôle malhonnête dans cette affaire. Le détective ne cherche pas à réagir et entame une nouvelle enquête au sujet du meurtre d'un évêque. Pourtant, les accusations envers Holmes se multiplient, et Watson constate que son ami se livre effectivement à des activités de plus en plus intrigantes. Holmes apparaît donc ici comme un personnage assez sombre et mystérieux.

## Système de jeu

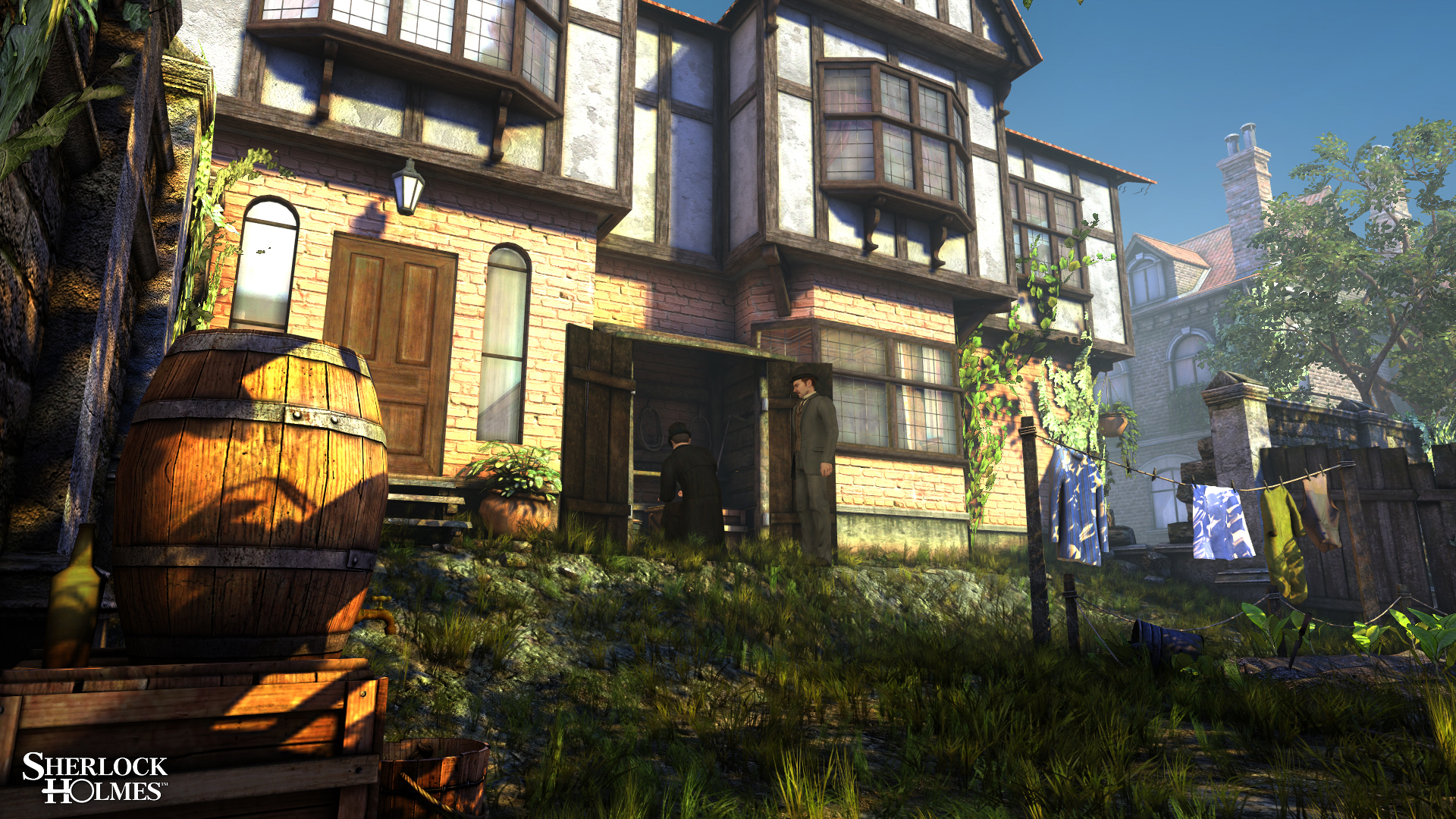
Le jeu se déroule dans un environnement en 3D aux graphismes détaillés.

Le joueur évolue dans un environnement réalisé en 3D. Quelle que soit la plate-forme (PC, Xbox 360, PS3), le joueur peut choisir entre une vision subjective (première personne) ou une vision objective (troisième personne) selon ses préférences, et sur PC il est aussi possible pour le joueur de choisir un troisième angle de vue plus typique du point & click.
Des loupes (pour observer de près) ou mains de couleur bleue (pour collecter / actionner un objet) signalent au joueur les zones du décor où il peut agir. Elles apparaissent en vert après avoir été activées une première fois. Le joueur est ainsi guidé dans son exploration.
Lors de certains dialogues (qualifiés de « stratégiques »), le joueur peut choisir des styles de réponse différents (par exemple en essayant de se montrer plus ou moins intimidant). L'idée est que le joueur doit essayer de cerner le caractère du personnage avec qui il entre en interaction pour choisir le ton le plus adapté pour lui parler.
Un système d'aide est intégré pour que le joueur ne soit pas durablement « bloqué » dans le jeu, et n'ait pas besoin de consulter une solution du jeu sur internet. Ainsi, en utilisant une aptitude nommée « 6ème sens », le joueur voit s'afficher à l'écran une zone dans laquelle une interaction reste à effectuer. Une fois l'aide utilisée, un délai doit s'être écoulé avant de pouvoir l'utiliser à nouveau. Ce type d'aide est habituellement utilisée dans des jeux de type « casual » que Frogwares développe aussi.

## Développement
| Évolution entre les esquisses des lieux en 2D et leur réalisation en 3D (textures non appliquées). À droite : un dessin technique d'un lieu du jeu, de ses animations et de ses endroits interactifs. |  | Évolution entre les esquisses des lieux en 2D et leur réalisation en 3D (textures non appliquées). À droite : un dessin technique d'un lieu du jeu, de ses animations et de ses endroits interactifs. |  | Évolution entre les esquisses des lieux en 2D et leur réalisation en 3D (textures non appliquées). À droite : un dessin technique d'un lieu du jeu, de ses animations et de ses endroits interactifs. |
| Évolution entre les esquisses des lieux en 2D et leur réalisation en 3D (textures non appliquées). À droite : un dessin technique d'un lieu du jeu, de ses animations et de ses endroits interactifs. |  | |  | |

### Annonce
L'annonce officielle du développement du jeu a été faite par Frogwares et Focus Home Interactive le 29 avril 2010, et s'est accompagnée d'un teaser d'une durée de 1 min37 s. Cependant, une rumeur selon laquelle le titre du jeu serait « Le Testament de Sherlock Holmes » était déjà apparue le 24 septembre 2009 sur le site GameBoomers. C'est en effet à cette date qu'un membre a affirmé sur le forum du site que le titre du sixième opus des aventures de Sherlock Holmes aurait pour nom « The Testament of Sherlock Holmes ». La rumeur, bien qu'alors impossible à vérifier, s'est rapidement propagée, et a fait l'objet d'une discussion sur le forum du site officiel de Sherlock Holmes le 29 septembre. Frogwares n'a pas essayé de démentir la rumeur.
Lors de l'annonce du jeu, la date de sortie provisoire était fixée à la fin de l'année 2010. Cette date a ensuite été repoussée à la fin de l'année 2011, puis au début de l'année 2012.

### Avancement du projet
Frogwares avait pour but de réaliser avec Le Testament de Sherlock Holmes un jeu vidéo de très haute qualité graphique. La technologie employée par Frogwares a donc été améliorée, les personnages ont été retravaillés pour un plus haut niveau de détail, et le jeu inclut un affichage pour écrans larges en 1920x1080 pixels. Pour certaines animations, Frogwares a utilisé la technique de la capture de mouvement permettant de faire jouer des acteurs en captant leurs mouvements pour les appliquer aux personnages 3D créés.

## Doublage

### Doublage anglais
Le doublage anglais du jeu se caractérise notamment par le changement de comédien de doublage pour le personnage de Sherlock Holmes. Rick Simmonds qui doublait Sherlock Holmes dans les jeux de Frogwares depuis La Boucle d'argent en 2004 est donc ici remplacé par Kerry Shale, qui doublera également Sherlock Holmes dans Crimes and Punishments en 2014.
- Kerry Shale : Sherlock Holmes
- David Riley : Docteur Watson
- Colin Mace : Inspecteur Baynes, Inspecteur Lestrade et voix additionnelles

### Doublage français
Le doublage français du jeu est caractérisé par un renouvellement complet de l'équipe d'acteurs ayant prêté leurs voix aux précédents jeux Sherlock Holmes de Frogwares. Xavier Fagnon remplace notamment Benoît Allemane pour le doublage du détective.
- Xavier Fagnon : Sherlock Holmes
- Thierry Kazazian : Docteur Watson
- Philippe Catoire : Inspecteur Lestrade, Professeur Moriarty, Inspecteur Baynes

Les autres personnages du jeu sont doublés par Patrick Bethune, Marie Chevalot, Natalie Homs, Martial Le Minoux, Emilio Rabat, Florentin Rabat, Tom Rabat, Sophie Riffont, et Pierre Tessier.

## Accueil

### Critique
- Adventure Gamers : 4,5/5[10]
- Canard PC : 6/10[11]
- Jeuxvideo.com : 15/20[12]

### Récompenses
Le Testament de Sherlock Holmes a été élu « jeu PC de l'année 2012 » (« PA d'Or ») par le site Planète Aventure.